# 28173 Hisakichi
28173 Hisakichi este un asteroid din centura principală de asteroizi.

## Descriere
28173 Hisakichi este un asteroid din centura principală de asteroizi. A fost descoperit pe 11 noiembrie 1998 la Chichibu de Naoto Satō. Asteroidul prezintă o orbită caracterizată de o semiaxă mare de 2,46 ua, o excentricitate de 0,15 și o înclinație de 3,1° în raport cu ecliptica.